# بشرى (اسم)

اسم بشرى مكتوب بخط عربي عادي يتوسط زخرفة ملونة.

اسم علم مؤنث باللغة العربية، يختم بألف مقصورة علامة على التأنيث. وهو اسم بدلالاته يحمل كل خير إلى المبشَّر، ومعناه: الرسالة والنبأ والخبر المفرح، والنبأ السارّ، الذي يحمله البشير إلى الآخرين.
وقد ورد ذكر كلمة بشرى في عدة أماكن من القرآن بصيغ مختلفة:
- ﴿وَمَا جَعَلَهُ اللَّهُ إِلَّا بُشْرَى﴾ (سورة الأنفال الآية:10)
- قَالَ يَا بُشْرَىٰ هَٰذَا غُلَامٌ وَأَسَرُّوهُ بِضَاعَةً ﴿الآبة:19 سورة يوسف﴾
- وَمَا جَعَلَهُ اللَّهُ إِلَّا بُشْرَىٰ لَكُمْ وَلِتَطْمَئِنَّ قُلُوبُكُمْ بِهِ ﴿سورة آل عمران الآية:126﴾
- {وهدى وبشرى للمؤمنين} (البقرة:97)
- {والذين اجتنبوا الطاغوت أن يعبدوها وأنابوا إلى الله لهم البشرى فبشر عباد * الذين يستمعون القول فيتبعون أحسنه أولئك الذين هداهم الله} (الزمر:17-18)
- {الذين آمنوا وكانوا يتقون * لهم البشرى في الحياة الدنيا وفي الآخرة} (يونس:62-63)

## أسماء أماكن وشخصيات مشهورة تحمل اسم بشرى
- بشرى (بلدة أردنية): بلدة من بلدات محافظة إربد الأردنية وهي من القرى المجاورة لمركز المحافظة.
- بشرى البستاني:شاعرة وناقدة وصحافية عراقية تنتمي إلى الجيل السبعيني في العراق
- بشرى عبد الصمد: بشرى عبد الصمد مراسلة ومذيعة ومحررة لبنانية، تعمل مراسلة اقتصادية في قناة الجزيرة من لبنان منذ 2001. تحمل شهادة بكالوريوس من كلية الإعلام من الجامعة اللبنانية في 1991.
- بشرى الأسد:طبيبة تخصص صيدلة من جامعة دمشق،الابنة الوحيدة للرئيس السابق حافظ الاسد وشقيقة بشار الاسد، وأرملة آصف شوكت رئيس المخابرات العسكرية الذي قتل في انفجار مبنى الأمن القومي السوري عقب اندلاع الأزمة السورية.
- بشرى أهريش: ممثلة مغربية ولدت بسلا في 27 يوليو 1972 شاركت في عدة أعمال فنية مغربية كالمسرح والتلفزيون والسينما.